# Parc provincial Woodland Caribou
Le parc provincial Woodland Caribou (anglais : Woodland Caribou Provincial Park) est un parc provincial de l'Ontario située à l'ouest de Red Lake, à la frontière du Manitoba. Le parc créé en 1983 a une superficie de 4 500 km2 et partage ses limites avec les parcs provinciaux manitobains Nopiming, Atikaki et Atikaki-Sud ainsi que la réserve de conservation Eagle-Snowshoe. Il a été inscrit sur la liste indicative du patrimoine mondial du Canada en 2004.
Ce parc n'est accessible que par hydravion et par canot. Il est d’ailleurs considéré comme une destination prisée pour le canot avec des quelque 2 000 km de cours d'eau et portages comprenant entre autres les rivières Bloodvein et Gammon. Le parc possède plusieurs sites archéologiques dont plusieurs sites avec de l'art rupestre ojibwé.